# Крокет на летних Олимпийских играх 1900
Соревнования по крокету на летних Олимпийских играх 1900 года в Париже прошли в разное время с 18 июня по 11 июля. Было разыграно три комплекта медалей. Всего приняло участие 10 спортсменов из двух стран, по итогам соревнований все медали завоевали спортсмены из Франции.
Информация о ходе соревнований и самих участниках практически отсутствует. Известно, что 3 француженки, соревновавшиеся в турнире одиночек наравне с мужчинами, были одними из первых женщин, участвовавших в Олимпийских играх (наравне со швейцарской яхтсменкой графиней Элен де Пуртале, выигравшей в Париже 2 награды). При этом часть участников турнира по крокету по некоторым данным были родственниками, так, Мари Ойе (Marie Ohier), возможно, приходилась кузиной сразу трём другим участникам.

## Медали

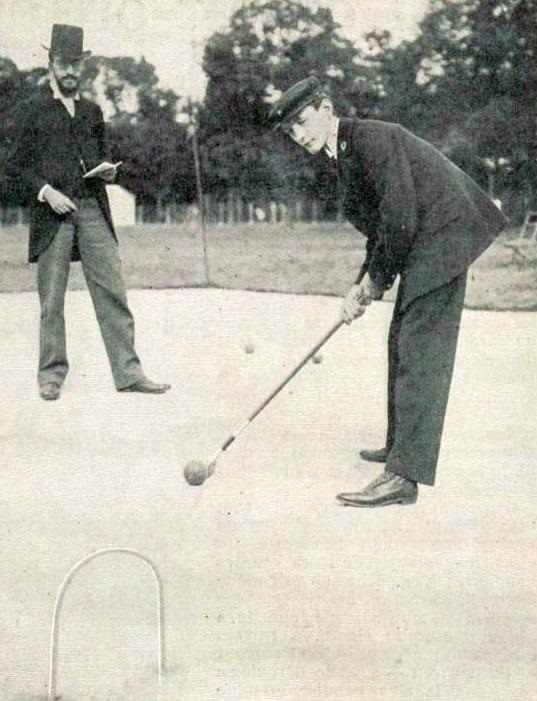
Соревнования по крокету

### Общий медальный зачёт
(Жирным выделено самое большое количество медалей в своей категории; принимающая страна также выделена)
| Общее количество медалей |         |        |         |        |       |
| Место                    | Страна  | Золото | Серебро | Бронза | Всего |
| 1                        | Франция | 3      | 2       | 2      | 7     |

### Медалисты
| Дисциплина         | Золото                           | Серебро               | Бронза                   |
| Одиночки, один мяч | Гастон Омуатт Франция            | Жорж Жоэн Франция     | Кретьен Вейделик Франция |
| Одиночки, два мяча | Кретьен Вейделик Франция         | Морис Виньеро Франция | Жак Сотеро Франция       |
| Пары               | Гастон Омуатт, Жорж Жоэн Франция | —                     | —                        |

## Соревнования

### Одиночки, один мяч

#### Первый раунд
| Место | Спортсмен               | Счёт         |
| ----- | ----------------------- | ------------ |
| 1     | Кретьен Вейделик (FRA)  | 11           |
| 2     | Жорж Жоэн (FRA)         | 13           |
| 3     | Блашер (FRA)            | 17           |
| 4     | Гастон Омуатт (FRA)     | 18           |
| 5     | Депре (FRA)             | 24           |
| —     | Жанна Фийоль-Брои (FRA) | Не закончила |
| —     | Мари Ойе (FRA)          | Не закончила |
| —     | Жак Сотеро (FRA)        | Не закончил  |
| —     | Марсель Энтьен (FRA)    | Не закончил  |

#### Второй раунд
| Место | Спортсмен              | Счёт |
| ----- | ---------------------- | ---- |
| 1     | Жорж Жоэн (FRA)        | 16   |
| 2     | Гастон Омуатт (FRA)    | 18   |
| 3     | Кретьен Вейделик (FRA) | 20   |
| 4     | Блашер (FRA)           | 22   |

#### Финал
| Место | Спортсмен           | Счёт |
| ----- | ------------------- | ---- |
| 1     | Гастон Омуатт (FRA) | 15   |
| 2     | Жорж Жоэн (FRA)     | 21   |

Соревнования по крокету среди одиночек и по одному мячу прошли 28 июня. Соревнования проходили в три этапа. Вместе с мужчинами соревновались также три женщины.

### Одиночки, два мяча

#### Первый раунд
| Победитель             | Счёт        | Проигравший             |
| ---------------------- | ----------- | ----------------------- |
| Морис Виньеро (FRA)    | 2:0 (42:40) | Деспре (FRA)            |
| Жак Сотеро (FRA)       | 2:0 (41:19) | Блашер (FRA)            |
| Кретьен Вейделик (FRA) | —           | Жанна Фийоль-Брои (FRA) |

#### Второй раунд
| Место | Спортсмен              | Победы | Поражения |
| ----- | ---------------------- | ------ | --------- |
| 1     | Кретьен Вейделик (FRA) | 3      | 0         |
| 2     | Морис Виньеро (FRA)    | 2      | 1         |
| 3     | Жак Сотеро (FRA)       | 1      | 2         |
| 4     | Блашер (FRA)           | 0      | 3         |

| Победитель             | Счёт        | Проигравший         |
| ---------------------- | ----------- | ------------------- |
| Кретьен Вейделик (FRA) | 2:1 (42:41) | Морис Виньеро (FRA) |
| Кретьен Вейделик (FRA) | Неизвестен  | Жак Сотеро (FRA)    |
| Кретьен Вейделик (FRA) | Неизвестен  | Блашер (FRA)        |
| Морис Виньеро (FRA)    | 2:1 (42:41) | Жак Сотеро (FRA)    |
| Морис Виньеро (FRA)    | —           | Блашер (FRA)        |
| Жак Сотеро (FRA)       | Неизвестен  | Блашер (FRA)        |

Соревнования среди одиночек в два мяча прошли с 4 по 11 июля. Состязания прошли в два этапа. Кроме мужчин соревновалась лишь одна женщина.

### Пары
| Победитель                     | Счёт       | Проигравший |
| ------------------------------ | ---------- | ----------- |
| Гастон Омуатт, Жорж Жоэн (FRA) | Неизвестен | Нет         |

В соревнованиях среди пар участвовала только одна пара спортсменов. Они провели показательный матч 18 июня, и стали чемпионами Игр.

## Страны
Всего приняло участие 10 спортсменов из 1 страны:

В скобках указано количество спортсменов, сначала женщин, потом мужчин
- Франция (3; 7)